# Parricidio

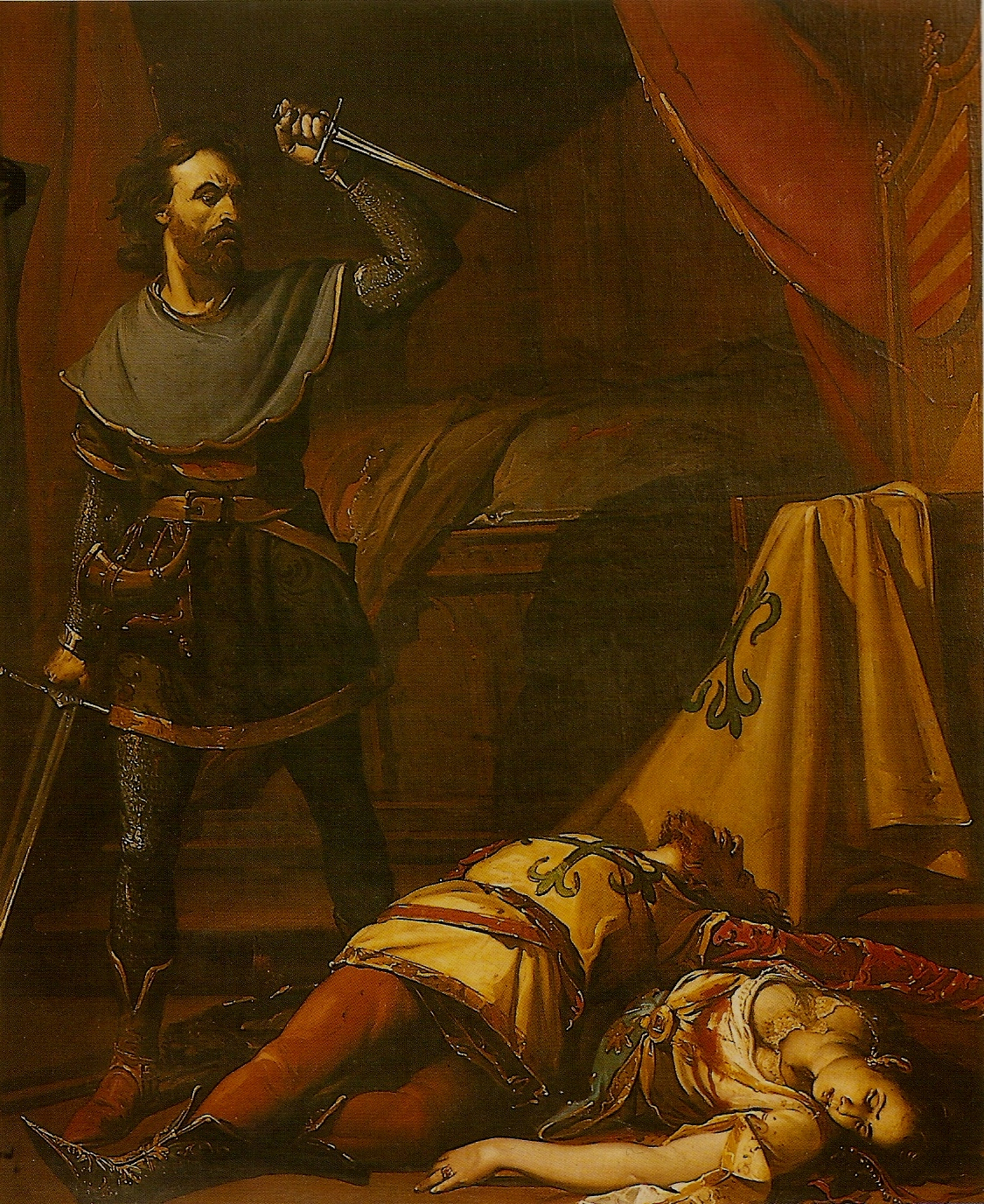
Leyenda de los comendadores de Córdoba. José María Rodríguez de Losada. 1872. (Diputación de Córdoba). La obra muestra el momento en el que el caballero Fernando Alfonso de Córdoba asesina a su esposa, el amante de ella y a sus dos primos, comendadores de la Orden de Calatrava, hechos ocurridos en 1448.

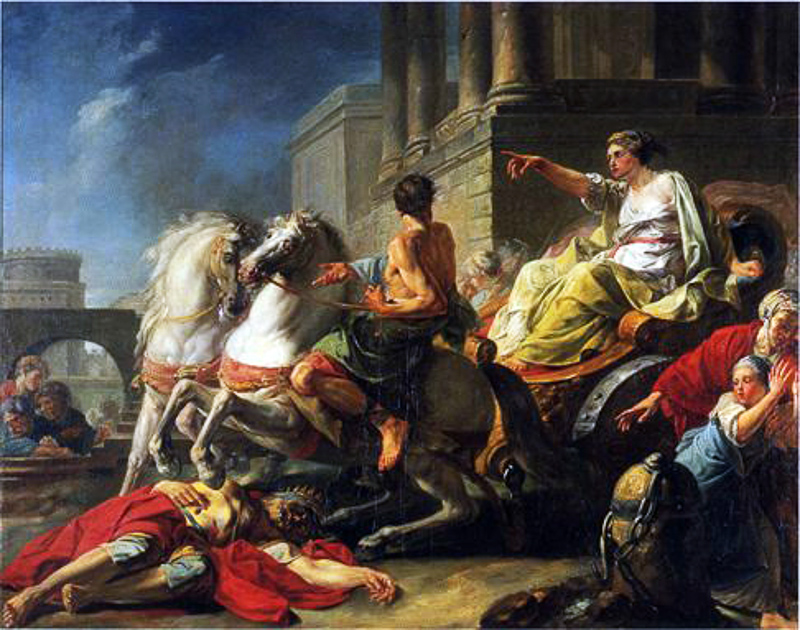
Tulia la Menor pasa su carro sobre el cuerpo de su padre.

El parricidio (del latín parricīdium, probablemente de parus, «pariente», o de par, «igual», y -cida, de caedere, «matar, cortar») es el homicidio de parientes consanguíneos en línea recta u otros familiares cercanos.

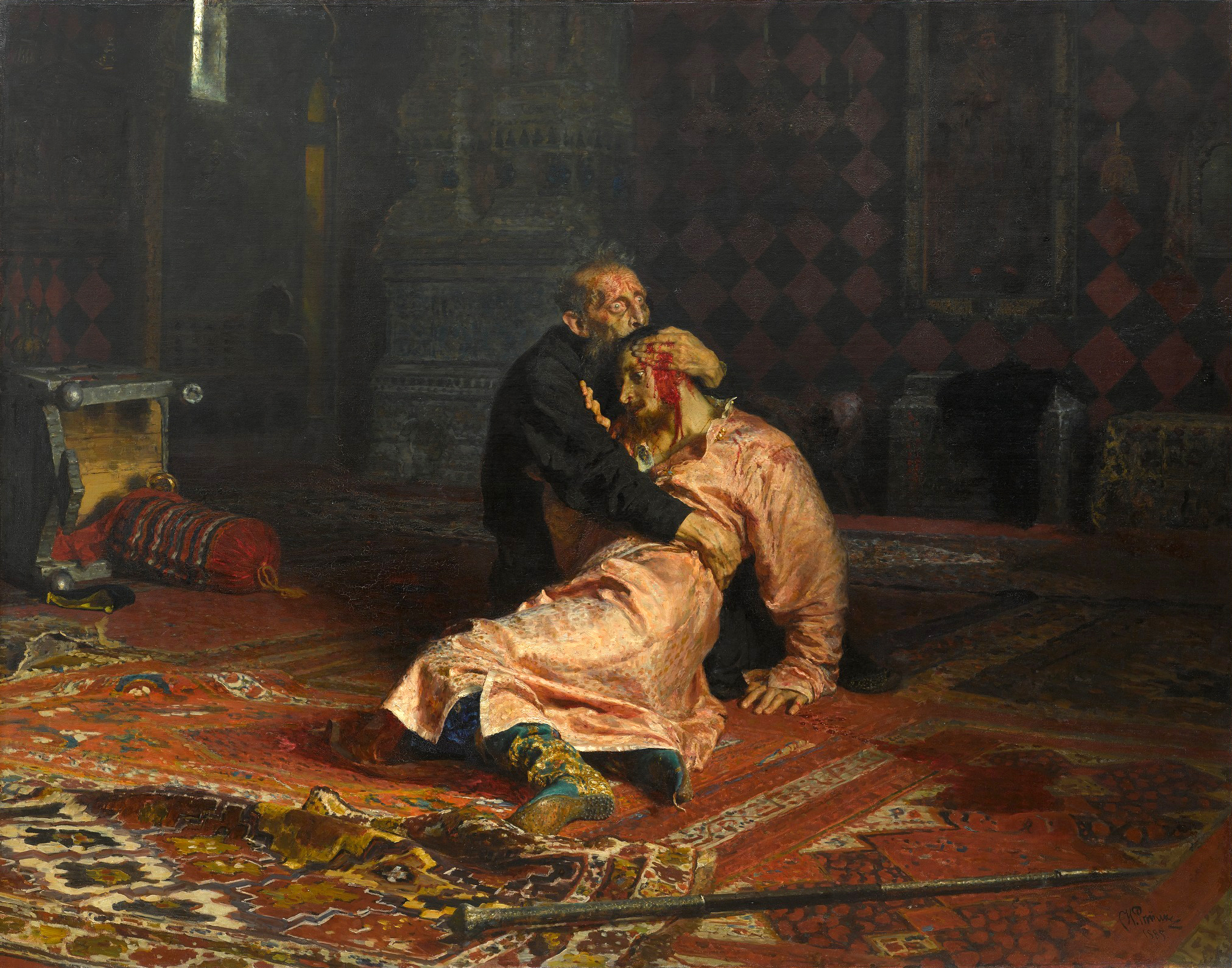
Iván el Terrible mató a su hijo mayor Iván probablemente en un arrebato de cólera. Lienzo de Iliá Repin. Galería Tretiakov

## Historia legal
El parricidio, en el Derecho Romano primitivo, “parricidium”, era equivalente al homicidio voluntario. Ya en la ley de las XII Tablas, el parricidio se entiende como la muerte de los padres ocasionada por los hijos.
Con las leyes de Sila, el parricidio se extendió para otros parientes. En la Lex Pompeia de Parricidi, se instituye que las víctimas en este delito podían ser los ascendientes, hermanos, primos, suegros, nueras, yernos, marido y mujer, padrastro, patrón y patrona; y manifestaba que se excluía de pena al que ejerciendo la patria potestad por ser un pater familias matara a sus pupilos. Un importante aspecto de esta ley consistía en reconocer el derecho que tenía el padre de matar a sus descendientes, ya fueran hijos o nietos. El pater familias tenía vitae necisque potestas ("poder de vida o muerte") sobre sus hijos, su esposa y sus esclavos, de todos los cuales se decía que estaban sub manu —bajo su mano—.
También con la Lex Pompeia de Parricidi, se suprimió la pena que había sido establecida para el parricida, por Augusto y Adriano; esta consistía en introducir al agente del delito en una bolsa de cuero y arrojarlo al río Tíber. 
Posteriormente, con Constantino, se circunscribió el parricidio a la muerte entre parientes ascendientes y descendientes en línea recta.

## Definición romana
En el Digesto, obra del siglo VI d. C. que recopila sentencias jurídicas anteriores, el jurista del siglo III Modestino ofrece una enumeración precisa de las posibles relaciones de las víctimas con el parricida:

Por la lex Pompeia el parricidio establece que si alguien mata a su padre, a su madre, a su abuelo, a su abuela, a su hermano, a su hermana, a un primo hermano por parte de padre, a un primo hermano por parte de madre, a un tío paterno o materno, a una tía paterna (o materna), primo hermano (masculino o femenino) por parte de la hermana de la madre, a la esposa, marido, suegro, yerno, suegra, nuera, padrastro, hijastro, hijastra, patrón o patrona, o con intención maliciosa lo provoque, será castigado con la misma pena que la de la lex Cornelia sobre los asesinos. Y la madre que mata a su hijo o su hija sufra pena del mismo estatuto, igual que el abuelo que mata a su nieto; y además, la persona que compra veneno para dárselo a su padre, aunque sea incapaz de administrarlo.
Digesto

## Legislaciones
- Argentina: tratado por el artículo 80 del Código Penal.[5]
- Colombia: Tipificado como agravante punitivo del homicidio en el artículo 104 de la ley 599 del 2000, en su numeral 1, modificado por la ley 1257 de 2008, artículo 26.
- Ecuador: tratado por el artículo 452 del Código Penal.[6]

- Perú: tratado por el artículo 107 del Código Penal.[7]

- Paraguay: tratado por el artículo 347 del código penal.
- República Dominicana: tratado por el artículo 299 y 323 del Código Penal.[8]

- Venezuela: tratado por el artículo 406 del Código Penal, en su ordinal 3°, literal "a".[9]
- Brasil: tratado por el artículo 989 del código penal.
- Chile: tratado en el artículo 390 del código penal.

## Parricidas y parricidios ficticios
Parricidio: encontrado en un versículo de la biblia en el libro escrito a Timoteo por Pablo dándole cartas de exhortación a él y al pueblo de Dios en esos tiempos.
Ha sido especialmente perseguido y considerado uno de los más execrables crímenes, si bien en la Roma Antigua, la potestad del padre sobre la familia alcanzaba tal grado que durante ciertos periodos de tiempo el castigo que se infligía al padre parricida era menor que el de otros delitos menos graves.
Sin embargo, a lo largo de la historia han sido frecuentes los casos de príncipes que mataban a sus padres para heredar sus reinos.
La tradición judeocristiana se ha basado en la historia del sacrificio de Isaac (la prueba de la fe de Abraham) para afirmar que Dios desaprueba expresamente el parricidio.
- Mitología griega
  - Edipo estaba destinado a matar a su padre y a casarse con su madre. Sus padres trataron de prevenir este evento entregándoselo a un pastor para que este lo asesinara, sin embargo el pastor decide no matar al bebe Edipo, sino que se lo lleva al monte Citerón y lo abandona a su suerte, siendo encontrado por otros pastores que lo entregan a los reyes de Corinto Pólibo y Peribea o Méropede quienes lo crían como su propio hijo, aunque una vez adulto Edipo conoció a un hombre al que dio muerte en una pelea, sin saber que era su padre biológico, cumpliendo así la profecía.
  - El rey Pelias fue asesinado por sus hijas.
- La novela Los hermanos Karamázov, de Fiódor Dostoievski, se centra en un parricidio.
- El relato del escritor Ambrose Bierce El Club de los parricidas simula confesiones ficticias de parricidas.
- Se dice que la raza de los Sinhala, en Sri Lanka desciende de Sinhabahu, que asesinó a su padre, el cual se dice que era un león. Entonces se casó con su hermana, Sinhasivali. Fue su hijo Wijeya el que originó la raza de los Sinhala. Esto se dice en el Mahavamsa, las crónicas históricas de Sri Lanka.
- A finales de la cuarta temporada de Juego de Tronos, Tyrion Lannister asesina a su padre, Tywin.
- En 2001 TV Azteca  produce la telenovela Como en el cine. En el capítulo final, el empresario musical Daniel Lebrija, quien padecía de Esquizofrenia, asesina a su madre Lencha, quien trató de detener a su hijo de seguir obsesionado con Isabel Montero, la protagonista de la historia.
- En 2003 Televisa produce la telenovela Amarte es mi pecado (que fue transmitida en 2004). En el capítulo 21 Casilda junto a Isaura envenenan a Alejandra, cuando esta última está agonizando, Isaura le confiesa a Casilda que Alejandra es su madre, quién le confirma su parentesco momentos antes de morir.
- En 2004 Caracol Televisión produce La saga, negocio de familia en el climax de la historia, Oscar Manrique asesina a su madre Clemencia Angarita por incitación de su hermana Estela, en venganza por el asesinato de su padre Manuel Manrique, a manos de Clemencia y su primo Ernesto Manrique. Este último también fue asesinado previamente por Oscar.
- En 2007 RCN Televisión produce Pura sangre, en la cual la villana Regina Castaño/Paulina Riascos de Lagos, cansada de los abusos y castigos de sus padres los asesina quemando la casa con ellos adentro.
- En 2008 Televisa produce Mañana es para siempre, adaptación de Pura sangre, y como en su primera versión, la villana Rebeca Sánchez/Bárbara Greco de Elizalde, para ponerle fin a los abusos y castigos de sus padres los asesina quemando la casa.